# Kommen-slægten
Kommen-slægten (Carum) er en slægt af planter, der består af omkring 35 arter, hvoraf en enkelt findes vildtvoksende i Danmark. 

## Arter
Den danske art i slægten:
- Kommen (Carum carvi)